# Aliancia za rodinu
Aliancia za rodinu je slovenská občanská iniciativa organizací a jednotlivců, která vznikla v prosinci 2013, a jejímž účelem je podpora tradiční rodiny a tradičního pojetí manželství.
Iniciativa má jako taková podporu 90 organizací působících v sociální oblasti.
V dubnu 2014 zahájila Aliancia za rodinu sběr podpisů za vypsání referenda o ochraně rodiny. V polovině května 2014 oznámila, že se jí podařilo získat 100 tisíc podpisů.
Požadované referendum se uskutečnilo 7. února 2015, ale kvůli nízké účasti 21,41 % oprávněných voličů bylo prohlášeno za neplatné.
Mluvčími Aliancie za rodinu jsou Antonín Chromík a Anna Verešová.
Podporu iniciativě Aliancia za rodinu vyjádřily tyto slovenské církve: Římskokatolická církev, Evangelická církev augburského vyznání, Řeckokatolická církev, Bratrská církev, Pravoslavná církev a Reformovaná křesťanská církev.
Koncem ledna 2015 oznámilo Ministerstvo vnitra SR, že prověří financování Aliancie za rodinu pro podezření, že se na svých webových stránkách zavázala k vyhlášení veřejné sbírky.